# Archidiecezja Malabo
Archidiecezja Malabo (łac.: Archidioecesis Malaboensis) – rzymskokatolicka archidiecezja w Gwinei Równikowej, podlegająca pod Metropolię Malabo.
Siedziba arcybiskupa znajduje się przy Katedrze św. Izabeli w Malabo.

## Historia
- Diecezja Malabo powstała 14 kwietnia 1974; 15 października 1982 została podniesiona do rangi archidiecezji.

## Ordynariusze
- Armengol Coll y Armengol (1890 - 1918)
- Nicolás Gonzalez Pérez (1918 - 1935)
- Leoncio Fernández Galilea (1935 - 1957)
- Francisco Gómez Marijuán (1957 - 1974) de facto po 1971, gdy został wydalony z kraju, nie miał realnej władzy w diecezji
  - Vicente Bernikon (1971 - 1974) administrator apostolski
- Vicente Bernikon (1974 - 1976)
  - Rafael María Nze Abuy (1980 - 1982) administrator apostolski
- Rafael María Nze Abuy (1982 - 1991)
- Ildefonso Obama Obono (1991 - 2015)
- Juan Nsue Edjang Mayé (2015 - nadal)

## Podział administracyjny
W skład archidiecezji Malabo wchodzą 32 parafie

## Główne świątynie
- Katedra: Katedra św. Izabeli w Malabo